# Gushui
Gushui (kinesiska: 古水) är en köping i sydöstra Kina. Den ligger i Guangning härad i staden Zhaoqing i provinsen Guangdong, omkring 120 kilometer nordväst om provinshuvudstaden Guangzhou. Antalet invånare är 35 334. Befolkningen består av 16 933 kvinnor och 18 401 män. Barn under 15 år utgör 22,0 %, vuxna 15-64 år 66 %, och äldre över 65 år 11,0 %.